# Ain Bni Mathar
Ain Bni Mathar (tiếng Ả Rập: عين بني مطهر) là một thị trấn thuộc tỉnh Jerada, vùng Đông Maroc, Maroc. Nó nằm cách Oujda 81 km về phía nam và cách biên giới Algérie 36 km.
Theo điều tra dân số năm 2004, thị trấn có 13.526 dân.